# 浄徳寺 (飛騨市)
浄徳寺（じょうとくじ）は、岐阜県飛騨市にある浄土真宗本願寺派の寺院。

## 概要
室町時代後期に創建された。開基は飛騨国の領主である江馬氏14代正之の家臣、岩佐善太郎正直の6男である岩佐正盛。蓮如上人に帰依し、法号を浄心房願正と改めた。明応3年(1494年)吉城郡落合村に道場「浄心坊」を創立した。のちに浄徳寺6世了玄は、慶長13年(1608年)本願寺准如上人に願い出て、本尊の再交付をたまい、道場を落合村から中野に移した。浄徳寺の寺号を許されたのは9世明誓の代、元禄年間である。16世願秀は、越中勝福寺から入寺した人で、住職在住19年で次代にゆずり、別荘「酔月園」を建てて移り住んだ。また上京して池坊華道の造詣を深め、その道に名を知られていた。なお、当時の山門は、高山城主二代金森可重が、天正17年(1589年)に築いた増島城のもので、元和5年(1619年)一国一城の幕命により廃城となったとき、城門の一つを、本光寺を経て浄徳寺へ移したといわれている。のち、寛政3年の台風で、三層のうち最上層が吹き倒れ、二層の山門に改修したという。

## 浄徳寺庫裡書院<町指定有形文化財>
この庫裡は、明治2年(1896年)の梅村騒動に関係する歴史を留める建物である。
当時の住職第16世岩佐願了は、吉田村(神岡町)の浄蓮寺了映の二男で、三男の吉田文助と共に、高山県知事梅村速水の、急進的な社会改革施策を積極的に推進し協力した。
　地元民の宣撫役としての郡中教諭方を知事より任命されたり、僧侶で組織した郷兵隊のうち西本願寺の僧でつくった驟雨隊の世話などをしたため、梅村方とされて、明治2年2月29日午後10ころ、「打ちこわし」にあった。軽微ではあるが、書院の柱や長押などの諸所に、刀やとび口などの跡が残っている。

## 交通アクセス
- 高山本線杉崎駅より徒歩27分。